# Avro Lancastrian
O Avro 691 Lancastrian foi uma aeronave britânica e canadense de transporte de passageiros e correio das décadas de 1940 e 1950, desenvolvida a partir do bombardeiro pesado Avro Lancaster. O Lancastrian era basicamente um bombardeiro Lancaster modificado sem blindagem ou armamento e com as torres de artilharia substituídas por carenagens metálicas aerodinâmicas, incluindo uma nova seção de nariz. O lote inicial foi convertido diretamente de Lancasters; lotes posteriores foram construções novas.

## Projeto e desenvolvimento
Em 1943, a Victory Aircraft do Canadá converteu um bombardeiro Lancaster X para funções de transporte civil com a Trans-Canada Airlines (TCA). (Após a guerra, a Victory Aircraft foi comprada pelo que se tornou a Avro Canada). Esta conversão foi um sucesso, resultando na conversão de oito Lancaster Xs adicionais. Os "especiais" eram alimentados por motores Merlin 38 fabricados pela Packard e apresentavam um nariz alongado e aerodinâmico e cone de cauda. O alcance foi aumentado por dois tanques de combustível de longo alcance Lancaster de 400 galões (1.818 L) instalados como padrão no compartimento de bombas. Estes Lancastrians foram usados pela TCA em sua rota Montreal–Prestwick.
A modificação de aeronaves militares abundantes em transportes civis desesperadamente necessários era comum no Reino Unido no período imediato pós-guerra; o Handley Page Halton era uma conversão similar do bombardeiro pesado Halifax.

## História operacional

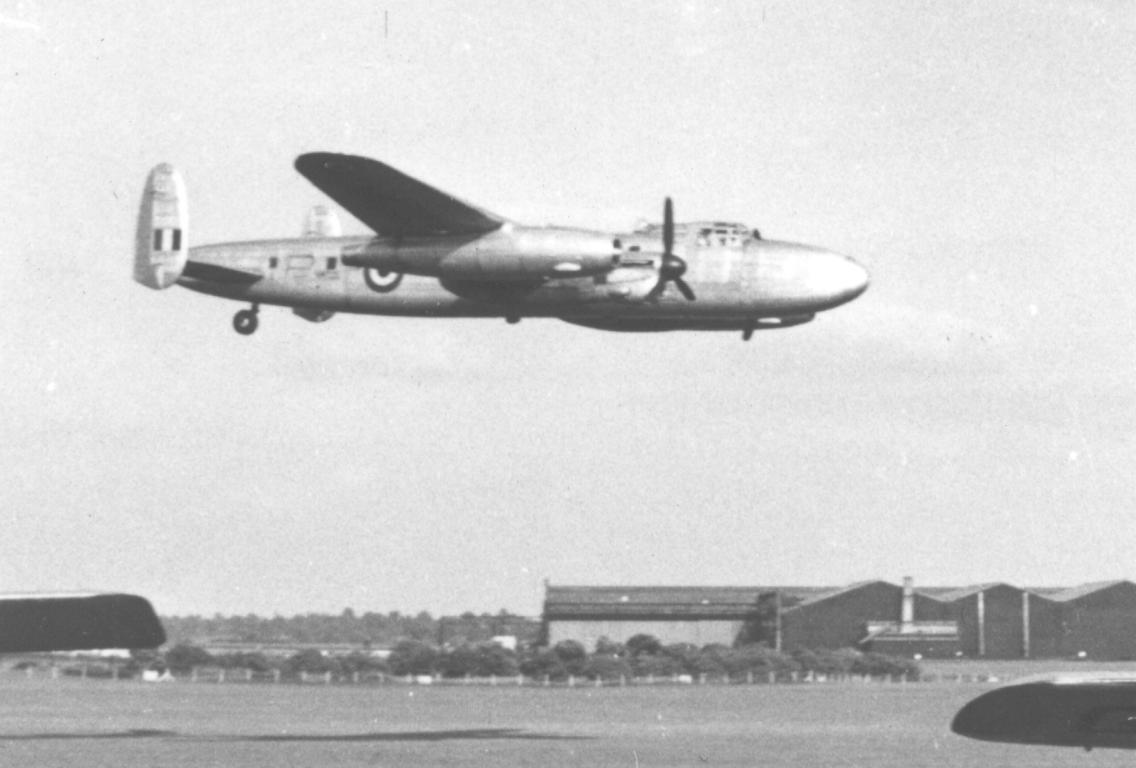
Bancada de teste Avro Sapphire Lancastrian demonstrando com seus dois jatos com seus Merlins em bandeira no Aeroporto de Coventry em junho de 1954

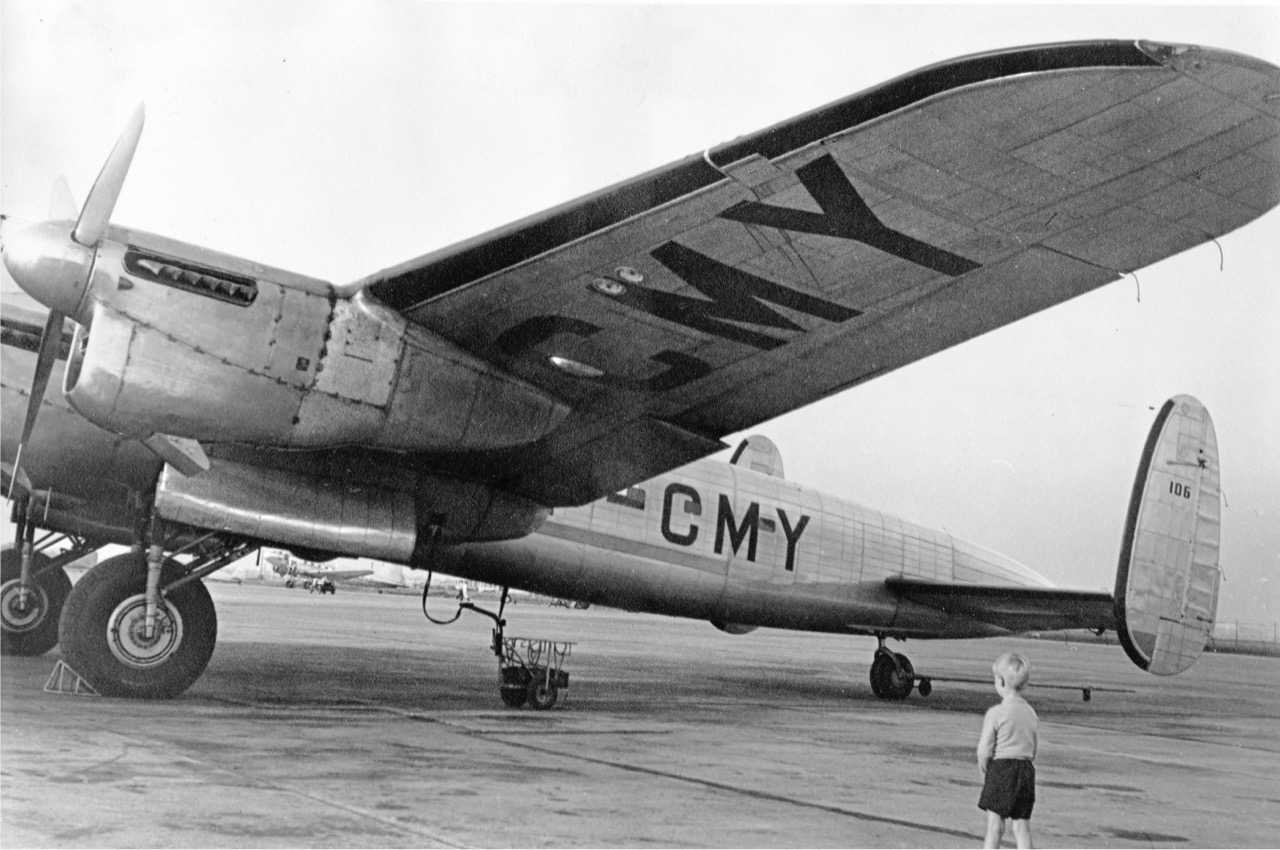
Um Lancastrian na pista de St. Hubert, Montreal. 1947

Em 1945, começaram as entregas de 30 Lancastrians construídos pelos britânicos para a BOAC. Em um voo de demonstração em 23 de abril de 1945, o G-AGLF voou 13 500 milhas (21 700 km) da Inglaterra a Auckland, Nova Zelândia em três dias e 14 horas a uma velocidade média de 220 mph (354 km/h).
O Lancastrian era rápido, tinha longo alcance e era capaz de transportar uma carga pesada, mas o espaço interno era muito limitado, pois o Lancaster havia sido projetado com espaço para seus sete tripulantes dispersos por toda a fuselagem, e com a maioria da carga sendo transportada no compartimento de bombas de 33 pés (10,05 m) de comprimento. Consequentemente, como os passageiros são volumosos mas leves em peso, não era adequado para transportar grandes números de passageiros, mas era adequado para correio e um pequeno número de passageiros VIP. A BOAC o utilizou para voos entre a Inglaterra e a Austrália a partir de 31 de maio de 1945. Também serviu com a RAF; o Lancaster I da RAF número de série PD328, foi convertido para um Lancastrian e renomeado Aries, bem como servindo com a Qantas e a Flota Aérea Mercante Argentina.
15 Lancastrians fizeram mais de 5 000 viagens durante a Ponte Aérea de Berlim para transportar gasolina. Em 1946, um Lancastrian operado pela BSAA foi a primeira aeronave a fazer um voo programado do então recém-inaugurado Aeroporto de Londres Heathrow.

### Bancadas de teste de motor Lancastrian
Dados de: Avro Aircraft 1908
Com o advento dos motores de turbina a gás surgiu a necessidade de testar os novos motores em um ambiente de voo controlado em instalações bem instrumentadas. Um candidato ideal emergiu como o Avro Lancastrian que poderia facilmente acomodar a instrumentação de teste, bem como voar com a potência de dois motores a pistão, se necessário. Vários Lancastrians foram alocados para trabalho de bancada de teste de motor com motores a jato substituindo os motores Merlin externos ou motores a pistão de teste nas naceles internas. Os arranjos de combustível variavam mas poderiam incluir combustível de jato querosene em tanques de asa externos ou tanques de fuselagem, com gasolina de aviação transportada nos tanques de combustível restantes.
| Nome                   | Série | Motor de teste                                                 | Primeiro voo          | Notas |
| ---------------------- | ----- | -------------------------------------------------------------- | --------------------- | --- |
| Nene-Lancastrian       | VH742 | 2x Rolls-Royce Nene                                            | 14 de agosto de 1946  | Voou o primeiro voo internacional de passageiros totalmente a jato de Londres a Paris em 23 de novembro de 1946.    |
| Nene-Lancastrian       | VH737 | 2x Rolls-Royce Nene                                            |                       | |
| Avon-Lancastrian       | VM732 | 2x Rolls-Royce Avon                                            |                       | |
| Avon-Lancastrian       | VL970 | 2x Rolls-Royce Avon                                            |                       | Posteriormente usado para testar o Rolls-Royce Avon 502 turbojato civil para o avião de linha de Havilland Comet 2. |
| Ghost-Lancastrian      | VM703 | 2x de Havilland Ghost 50 + 2x Walter HWK 109-500 pacotes RATOG | 24 de julho de 1947   | Testando os motores e sistema de impulso de decolagem propostos para o avião de linha de Havilland Comet 1          |
| Ghost-Lancastrian      | VM729 | 2x de Havilland Ghost 50                                       |                       | Usado para pesquisa de pós-combustão e posterior desenvolvimento e certificação do Ghost 50 para o Comet 1a         |
| Sapphire-Lancastrian   | VM733 | 2x Armstrong Siddeley Sapphire                                 | 18 de janeiro de 1950 | |
| Griffon-Lancastrian    | VM704 | 2x Rolls-Royce Griffon 57 internos                             |                       | Usado para testar a instalação Griffon para o Avro Shackleton                                                       |
| Griffon-Lancastrian    | VM728 | 2x Rolls-Royce Griffon 57 internos                             |                       | Usado para testar a instalação Griffon para o Avro Shackleton                                                       |
| Merlin 600-Lancastrian | VM704 | 2x Rolls-Royce Merlin 600                                      |                       | Usado para testar a série civil Merlin 600 para uso no Canadair C4M e Avro Tudor                                    |

## Acidentes e incidentes
A Aviation Safety Network, parte da Flight Safety Foundation, registra 23 acidentes de perda total envolvendo o Lancastrian ocorrendo entre 1946 e 1964, resultando em um total de 81 fatalidades.
Acidentes notáveis incluem:
Lancastrian G-AGLX
Em 23 de março de 1946, o Lancastrian G-AGLX foi perdido sobre o Oceano Índico em rota entre o Ceilão Britânico e as Ilhas Cocos (Keeling). Todas as 10 pessoas a bordo morreram.
Lancastrian G-AGWH, Star Dust
Em 2 de agosto de 1947, o Lancastrian G-AGWH Star Dust da British South American Airways foi perdido nos Andes em rota de Buenos Aires, Argentina, para Santiago, Chile. A causa provável do acidente foi um erro de navegação devido ao efeito desconhecido da corrente de jato de movimento rápido.
Lancastrian T-102
Em 11 de dezembro de 1960, o Lancastrian T-102 da Força Aérea Argentina caiu perto de San Andrés de Giles, Argentina. Todas as 31 pessoas a bordo foram mortas. Este foi o pior acidente envolvendo este tipo de aeronave.

## Variantes
Lancaster XPP
Nove construídos convertendo Lancaster Mk. Xs na Victory Aircraft Ltd Canadá.
Lancastrian C.1
Aeronave de transporte de nove assentos para BOAC e Qantas. Designação da Royal Air Force Lancastrian C.1 para Especificação 16/44. Um total de 23 construídos pela Avro
Lancastrian C.2
Aeronave de transporte militar de nove assentos para a RAF. Um total de 33 construídos pela Avro
Lancastrian 3
Aeronave de transporte de 13 assentos para British South American Airways. Um total de 18 construídos pela Avro
Lancastrian C.4
Aeronave de transporte militar de dez a 13 assentos para a RAF. Oito construídos pela Avro

## Operadores

### Operadores civis
Argentina
- Flota Aérea Mercante Argentina (FAMA) - três C.4 incorporados em 1947

 Austrália
- Qantas

 Canadá
- Trans Canada Airlines

 Itália
- Alitalia – cinco Lancastrians operados de 1947 até 1952[11]

 Reino Unido
- British European Airways
- British Overseas Airways Corporation (BOAC)
- British South American Airways
- Flight Refuelling Ltd
- Silver City
- Skyways Limited

### Operadores militares
Argentina
- Força Aérea Argentina - dois C.4 ex-FAMA, incorporados em 1948

 Reino Unido
- Royal Air Force
  - No. 24 Squadron RAF
  - No. 231 Squadron RAF
  - No. 232 Squadron RAF

## Especificações (Lancastrian C.1)
Dados de Jane's All the World's Aircraft 1947, Avro Aircraft 1908
Características gerais
- Tripulação: 4 + 1 tripulação de cabine
- Capacidade: 9
- Comprimento: 76 pés 10 pol (23,42 m)
- Envergadura: 102 pés (31 m)
- Altura: 17 pés 10 pol (5,44 m)
- Área da asa: 1 297 pés quadrados (120,5 m2)
- Proporção: 8,02
- Aerofólio: raiz: NACA 23018; dica: NACA 23012
- Peso vazio: 37 190 lb (16 869 kg) equipado
- Peso bruto: 65 000 lb (29 484 kg) * Peso máximo de aterrissagem: 58 000 lb (26.308 kg)
- Capacidade de combustível: 2 154 imp gal (2 587 US gal; 9 792 L) em tanques de asa, com 1 020 imp gal (1 225 US gal; 4 637 L) em tanques de compartimento de bombas
- Motor: 4 × motores de pistão Rolls-Royce Merlin 24/2 V-12 refrigerados a líquido, 1 620 hp (1 210 kW) cada
- Hélices: De Havilland Hydromatic de 3 pás, hélices de velocidade constante de 13 pés (4,0 m) de diâmetro

Desempenho
- Velocidade máxima: 315 mph (507 km/h, 274 kn) a 58 000 lb (26 308 kg) e 12 000 pés (3 700 m)

285 mph (248 kn; 459 km/h) ao nível do mar
300 mph (260 kn; 480 km/h) a 3.500 pés (1 100 m)
- Velocidade de cruzeiro: 290 mph (470 km/h, 250 kn) mistura magra máxima a 17 500 pés (5 300 m)

280 mph (240 kn; 450 km/h) a 11 000 pés (3 400 m)
245 mph (213 kn; 394 km/h) ao nível do mar
- Alcance: 4 100 mi (6 600 km, 3 600 nmi) a 230 mph (200 kn; 370 km / h) e 20 000 pés (6 100 m) com carga útil de 2 190 lb (993 kg)

3 280 milhas (2 850 milhas náuticas; 5 280 km) a 280 mph (240 kn; 450 km/h) e 20 000 pés (6 100 m) com carga útil de 4 340 lb (1 969 kg)
3 600 milhas (3 100 milhas náuticas; 5 800 km) a 280 mph (240 kn; 450 km/h) e 20 000 pés (6 100 m) com carga útil de 2 190 lb (993 kg) (mistura magra máxima)
3 200 mi (2 800 milhas náuticas; 5 100 km) a 280 mph (240 kn; 450 km/h) e 20 000 pés (6 100 m) com carga útil de 4 850 lb (2 200 kg) (mistura magra máxima)
- Teto de serviço: 24 300 pés (7 400 m)

19 000 pés (5 800 m) em três motores
- Teto absoluto: 25 000 pés (7 600 m) na potência máxima contínua

20.500 pés (6 200 m) em três motores
- Taxa de subida: 970 pés / min (4,9 m / s) a 65 000 lb (29 484 kg) e 10 000 pés (3 000 m)

950 pés/min (4,8 m/s) ao nível do mar
- Taxa máxima de subida em três motores: 490 pés / min (2,5 m / s) ao nível do mar

250 pés/min (1,3 m/s) a 15 000 pés (4 600 m)
- Carga da asa: 50 lb / pés quadrados (240 kg / m2)
- Potência/massa: 0,1 hp/lb (0,16 kW/kg)
- Distância de decolagem até 50 pés (15 m): 3 600 pés (1 100 m)
- Pista de pouso: 1 650 pés (500 m)